# Spier
Pour les articles homonymes, voir Spier (homonymie).
Spier est un village situé dans la commune néerlandaise de Midden-Drenthe, dans la province de Drenthe. Le 1er janvier 2008, le village comptait 129 habitants.

## Histoire
En 1945, le village est le théâtre de combats opposant le 3e régiment de chasseurs parachutistes français et des troupes canadiennes à un détachement de Fallschirmjäger. À l'issue des combats, les canadiens découvrent les corps de quatorze habitants de Spier torturés et exécuté par les troupes allemandes.

## Personnalités liées à la commune
- Jean-Salomon Simon (1908-1945), résistant français, Compagnon de la Libération